# 卡斯泰利巨人教堂
卡斯泰利巨人教堂（芬蘭語：Kastellin jätinkirkko）是位於芬蘭北博滕區拉赫市镇帕蒂約基附近的史前石圍牆，是該地區發現的40座巨人教堂中最大的一座，約建於西元前2,000年左右。

## 簡介
卡斯泰利巨人教堂是一座由石頭堆砌而成的長方形圍牆，總面積約60×35平方公尺，牆寬7公尺，現存高度2公尺，具有6個入口，最初應建於岩石海岸線上。圍牆內有20多個石穴，可能是當時的狩獵者存放捕獵到海豹的儲藏地。
該遺址於1920年代被發現，並在1990年1月10日被芬蘭國家古蹟委員會（今芬蘭遺產局）列入世界遺產的預備名單。